# Palais de la Commission gouvernementale des revenus et du Trésor
Le palais de la Commission gouvernementale des revenus et du trésor (polonais : Pałac Komisji Rządowej Przychodów i Skarbu) est un palais situé Plac Bankowy, dans l'arrondissement de Śródmieście, à Varsovie. C'est le siège du ministère des revenus et du trésor. 

## Sources
- (pl) Cet article est partiellement ou en totalité issu de l’article de Wikipédia en polonais intitulé « Pałac Komisji Rządowej Przychodów i Skarbu w Warszawie » (voir la liste des auteurs).